# Józef I Galezjota
Józef I Galezjota, gr.  Ιωσήφ Α΄, Jōsēf I (zm. 23 marca 1283) – patriarcha Konstantynopola w latach 1267–1275 i 1282–1283.

## Życiorys
W młodości Józef był żonaty. Po śmierci swej żony wstąpił do klasztoru i został mnichem. Zasłynął troską o ubogich.
Był spowiednikiem cesarza Michała VIII Paleologa, i archimandrytą Klasztoru Matki Bożej w Galesios koło Efezu. Był jednym z głównych aktorów kryzysu, który miał miejsce po oślepieniu przez Michała VIII, młodego współcesarza Jana IV Laskarysa. Wraz z częścią biskupów poparł zamiar cesarza usunięcia ze stolicy patriarszej Arseniusza Autorejana, który nałożył na władcę ekskomunikę i odmawiał jej cofnięcia. Po zesłaniu Arseniusza do klasztoru świętego Mikołaja na wyspie Proconnes w 1267 r. zajął jego miejsce. Wybrany patriarchą doprowadził do pojednania cesarza z Kościołem pod warunkiem odbycia przez cesarza publicznej pokuty i nadania pewnych przywilejów Kościołowi prawosławnemu. Złożenie Arseniusza i cofnięcie ekskomuniki doprowadziło do podziału Kościoła prawosławnego na arsenitów i józefitów, popieranych przez dwór cesarski i część duchowieństwa.
W 1273 r. wystąpił przeciw polityce cesarza zmierzającej do zawarcia unii pomiędzy Kościołami Wschodnim i Zachodnim. Dzięki energicznym zabiegom jego współpracownika, Jana Bekkosa synod Kościoła greckiego, mimo sprzeciwu patriarchy, podpisał pod koniec 1273 r. dokument uznający zwierzchność Stolicy Piotrowej. W styczniu 1274 r. polecono Józefowi wycofać się do klasztoru Peribleptos. Ustalono, że jeśli nie dojdzie do podpisania unii, będzie mógł wrócić na urząd, pod warunkiem, że nie podejmie działań przeciw jej zwolennikom. Natomiast jeśli dojdzie do podpisania unii będzie miał do wyboru albo ją zaaprobować albo pozostać w klasztorze. Ponieważ po podpisaniu unii Józef nie zmienił swego stanowiska, na początku 1275 r. synod zdetronizował go i wybrał jako jego następcę chartofylaksa Jana Bekkosa. Przez następne lata Józef, któremu pozwolono spokojnie żyć w konstantynopolitańskim klasztorze, pozostawał w przyjaznych stosunkach ze swoim następcą. Jednakże w 1279 r. z racji jego nieprzejednanego stanowiska i narastającej opozycji przeciw unii, został zesłany na wyspę na Morzu Czarnym.
Po śmierci cesarza (11 grudnia 1282) Jan XI Bekkos musiał ustąpić ze stolicy patriarszej, a na jego miejsce ponownie powołano Józefa I. Na synodzie zwołanym na początku 1282 r. Józef potępił zmarłego cesarza Michała VIII i delegatów na sobór lyoński: Jerzego Akropolitę, ekspatriarchę Germana III, Teofana III, metropolitę Nicei. Potępił także pisma Jana XI Bekkosa. Powołany 31 grudnia 1282, sprawował swe obowiązki przez niespełna trzy miesiące do 23 marca 1283 r.